# Janusz Domaniewski
Janusz Witold Domaniewski (ur. 30 kwietnia 1891 w Krakowie, zm. 15 marca 1954 w Zakopanem) – polski ornitolog, pisarz, popularyzator nauki. Badał głównie awifaunę Europy środkowo-wschodniej.

## Życiorys
Syn Bolesława Domaniewskiego. Uczył się w szkole średniej w Krakowie i w Warszawie, egzamin dojrzałości zdał w Saratowie. W latach 1911–1913 był wolnym słuchaczem studiów przyrodniczych na Uniwersytecie Jagiellońskim. W 1931 został doktorem zoologii na Uniwersytecie Poznańskim. Został pochowany na Nowym Cmentarzu w Zakopanem (kw. N4-3-7).

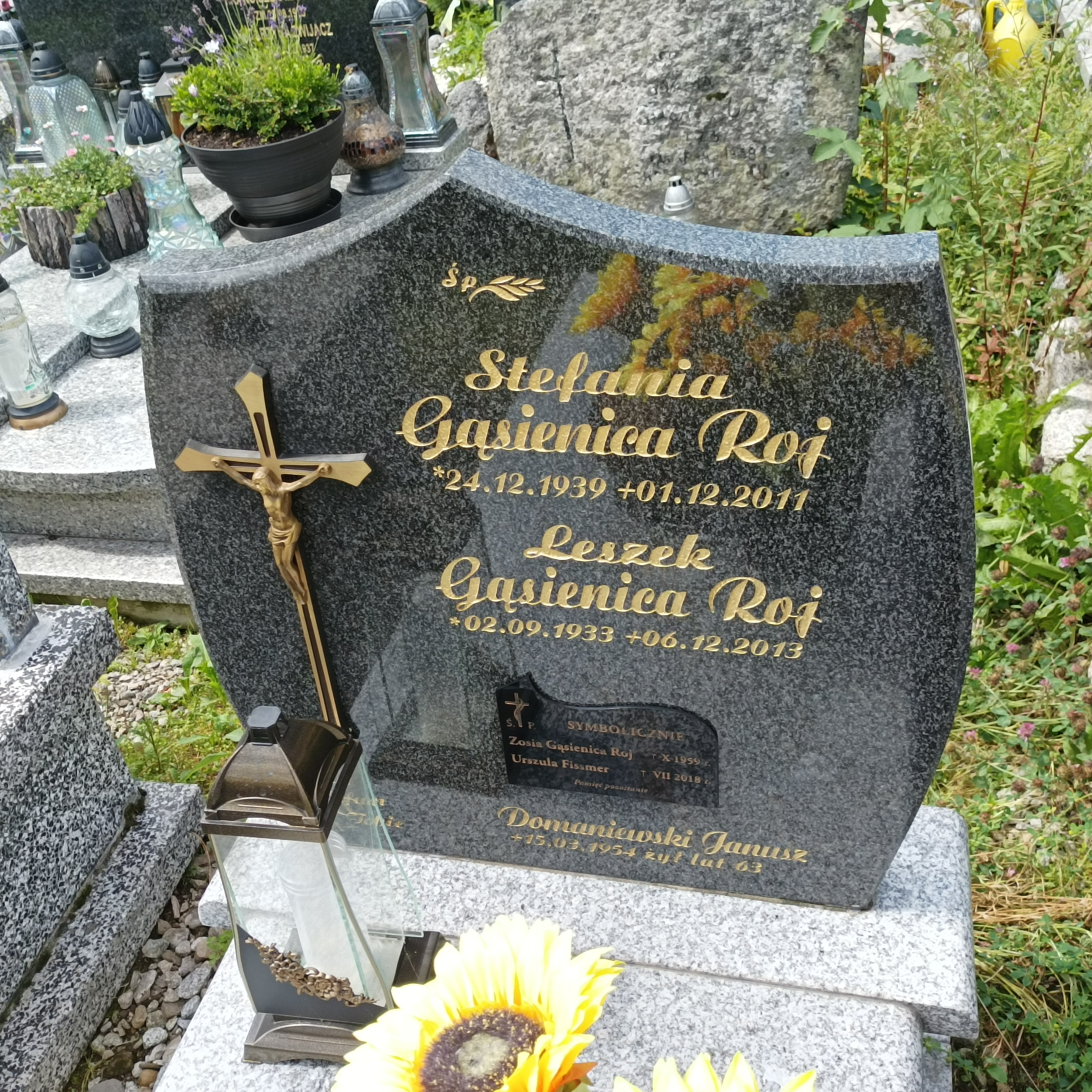
Grób prof. Janusza Domaniewskiego na Nowym Cmentarzu w Zakopanem

## Dorobek naukowy
Domaniewski opisał kilka podgatunków ptaków i ssaków:
- Sylvia communis volgensis Domaniewski, 1922[2] – podgatunek cierniówki.
- Certhia familiaris daurica Domaniewski, 1922[3] – podgatunek pełzacza leśnego.
- Picumnus lafresnayi taczanowskii Domaniewski, 1925[4] – podgatunek dzięciolnika zmiennego.
- Lagopus lagopus sserebrowsky Domaniewski, 1933[5] – podgatunek pardwy mszarnej.
- Mustela sibirica coreanus (Domaniewski, 1926)[6] – podgatunek łasicy syberyjskiej.

## Ważniejsze publikacje
- 1913: Przyczynek do rozmieszczenia geograficznego rodzaju Sitta L. Comptes Rendus de la Société des Sciences de Varsovie; 6 (9): 1037-1044.
- 1916: Fauna Passeriformes okolic Saratowa. Prace Towarzystwa Naukowego Warszawskiego; 18: i-iv, 1-149.
- 1918: Die Stellung des Urocynchramus pylzowi Przev. in der Systematik[7] (pierwsza próba oszacowania faktycznego zasięgu występowania tybetańczyka [Urocynchramus pylzowi]).
- 1922: Krytyczne uwagi o palearktycznych przedstawicielach rodzaju Certhia. Archiwum Nauk Biologicznych Towarzystwa Naukowego Warszawskiego 1 (10): 1-6.
- 1924: Beitrag zur Kenntnis der Gattung Thamnophilus Vieillot. Bull. Acad. Polonaise des Sci. et des Lettres: 753–763 (przegląd gatunków i podgatunków z rodzaju Thamnophilus).
- 1925:
  - Contribution a la connaissance des pics paléarctiques. Ann. Zool. Mus. Polonici Hist. Nat.: 75-84. (przegląd taksonomiczny palearktycznych dzięciołów) .
  - Systematik und geographische Verbreitung der Gattung Budytes. Ann. Zool. Mus. Polonici Hist. Nat.: 85-125. (przegląd rodzaju Budytes[8].
- 1933: Neue paläarktische Vögel. – Acta Ornithologica Musei Zoologici Polonici. 1: 79-82.